# Michael Simms
Michael Simms est un boxeur américain né le 26 juillet 1974 à Sacramento, Californie.

## Carrière
Sa carrière amateur est principalement marquée par un titre de champion du monde obtenu à Houston en 1999 dans la catégorie des poids mi-lourds. Non sélectionné l'année suivante pour représenter son pays aux Jeux olympiques de Sydney, Simms passe dans les rangs professionnels mais ne rencontrera pas le même succès. Son palmarès sera ainsi mitigé puisqu'il compte 22 victoires contre 16 défaites et 2 matchs nuls sans avoir remporté de titre majeur.